# Сольбьяте-Арно
Сольбьяте-Арно (итал. Solbiate Arno) — коммуна в Италии, располагается в провинции Варесе области Ломбардия.
Население составляет 4026 человек, плотность населения составляет 1342 чел./км². Занимает площадь 3 км². Почтовый индекс — 21048. Телефонный код — 0331.
Покровителем коммуны почитается святой Маврикий.